# 4565 Grossman
4565 Grossman è un asteroide della fascia principale. Scoperto nel 1981, presenta un'orbita caratterizzata da un semiasse maggiore pari a 2,5672491 UA e da un'eccentricità di 0,1296614, inclinata di 14,74571° rispetto all'eclittica.